# John Gardner Wilkinson
John Gardner Wilkinson (Little Missenden, Buckinghamshire, 1797-Llandovery, 1875) fue un viajero, escritor y pionero inglés de la egiptología del siglo XIX. Es citado a menudo como el «padre de la egiptología británica». Su principal logro fue Modales y costumbres de los antiguos egipcios, publicado en 1837, ya que introdujo al público victoriano al antiguo Egipto de una manera accesible y le valió el título de caballero.

## Biografía

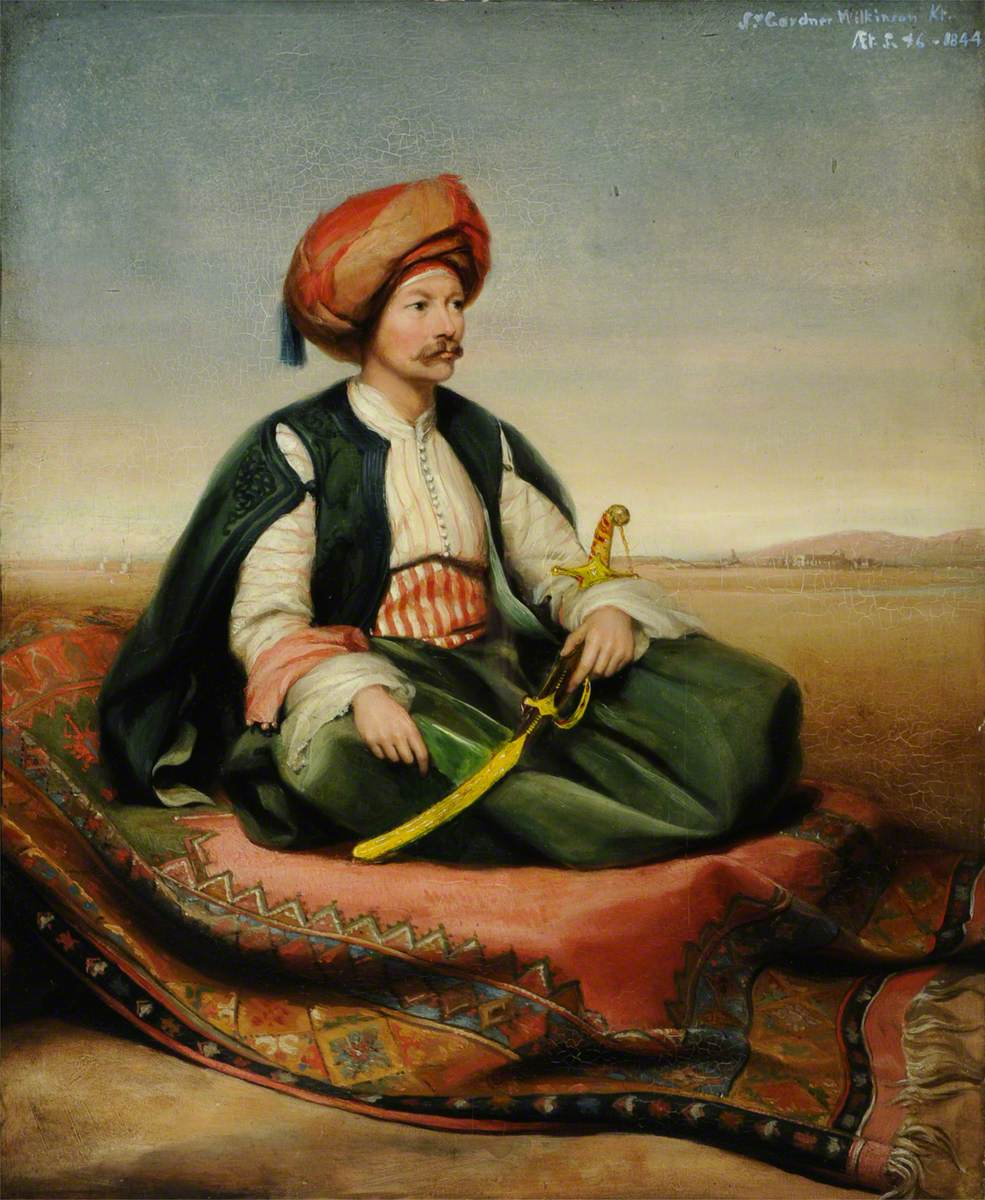
Sir John Gardner Wilkinson en vestido turco por Henry Wyndham Phillips.

Wilkinson nació en Little Missenden, Buckinghamshire. Su padre era clérigo de Westmoreland, el Reverendo John Wilkinson, entusiasta aficionado de las antigüedades. Wilkinson heredó una modesta renta de sus padres, fallecidos tempranamente. Enviado por su tutor a la Harrow School en 1813, y más adelante al Exeter College de Oxford en 1816, aunque no se graduó; por su mala salud decidió viajar a Italia, donde en 1819 conoció al anticuario sir William Gell y decidió estudiar Egiptología.
Viajó a Egipto en octubre de 1821, con 24 años, quedándose en el país doce años. Durante su estancia, visitó cada lugar conocido del Antiguo Egipto, copiando y registrando hábilmente inscripciones y pinturas, con gran talento, y compilando numerosas anotaciones.
En 1833 volvió a Inglaterra por motivos de su salud, ingresando en la Royal Society en 1834, decidiendo editar sus investigaciones en múltiples publicaciones. En 1835 publicó The Topography of Thebes and General View of Egypt. Su trabajo más significativo fue sobre las costumbres de los egipcios antiguos, Manners and Customs of the Ancient Egyptians, publicado en tres volúmenes en 1837, e ilustrado posteriormente por José Bonomi, considerado el mejor trabajo general de la cultura e historia egipcia antigua durante medio siglo. Aclamado por esta publicación fue considerado el primer Egiptólogo británico. 
Volvió a Egipto en 1842, contribuyendo con un artículo titulado Survey of the Valley of the Natron Lakes en el Journal of the Geographical Society, en 1843. En este mismo año publicó una edición revisada y ampliada de su Topography, titulada Moslem Egypt and Thebes, el Egipto musulmán y Tebas.
Wilkinson viajó a Montenegro, Bosnia y Herzegovina durante 1844, contando sus observaciones en Dalmatia and Montenegro publicadas en 1848, en dos volúmenes.
Visita por tercera vez Egipto, en 1848-1849, seguido por una visita final a Tebas en 1855. Después Wilkinson volvió a Inglaterra en donde investigó las antigüedades de Cornualles y estudió zoología.
Wilkinson murió en Llandovery, en 1875, legando a su vieja escuela sus colecciones, con un catálogo elaborado en 1864.
Los escritos de Wilkinson se custodian en la Bodleian Library de Oxford, y son documentos inestimables del antiguo estado de muchos monumentos egipcios (1821-1856), antes del advenimiento del turismo y los coleccionistas. Muchos lugares y monumentos fueron dañados o dispersados posteriormente, resultando de gran importancia los trabajos de Wilkinson.

## Publicaciones
- Materia Hieroglyphica, 1828.
- The Topography of Thebes and General View of Egypt, London, 1835.
- Manners and Customs of the Ancient Egyptians, including their private life, government, laws, arts, manufactures, religion, agriculture, and early history, derived from a comparison of the paintings, sculptures, and monuments still existing, with the accounts of ancient authors (seis volúmenes), 1837-41.